# Busshi
Un Busshi (仏師) est un sculpteur japonais spécialisé dans la création de statues de Bouddha et de bodhisattva.

## Histoire

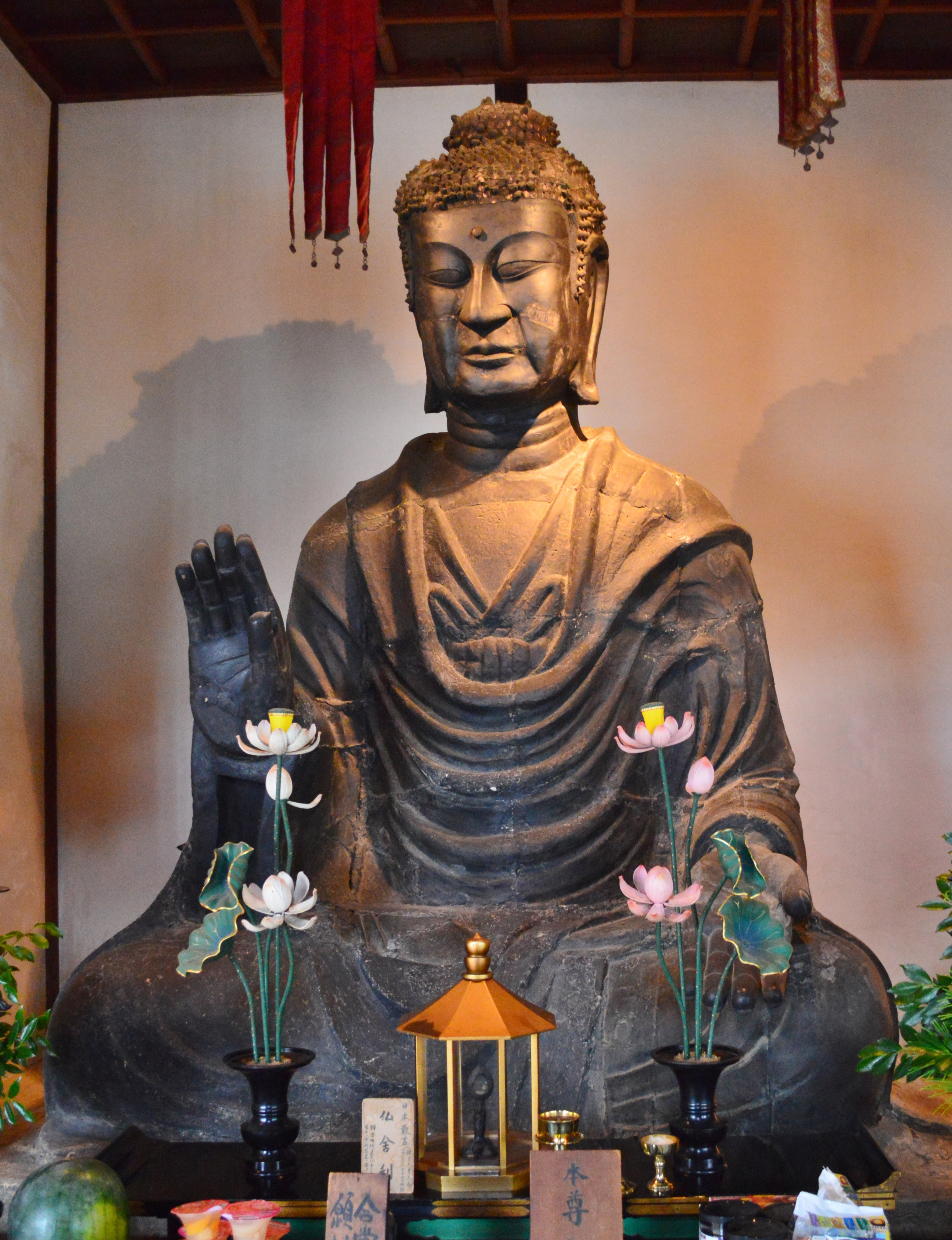
Daibutsu en bronze réalisé par Tori Busshi pour le temple d'Asuka.

Au milieu du VIIe siècle, la tradition busshi est introduite par des artisans du continent asiatique comme Tori Busshi. Au début, les styles de sculpture bouddhistes japonais sont assez proches des styles de leurs contemporains chinois ou coréens et le matériau principal utilisé est le bronze. 
Au XIe siècle, les busshi japonais ont commencé à produire leur propre style, appelé style Wayō à la suite de la rupture diplomatique du Japon avec la Chine et de l'avènement d'un busshi nommé Jōchō.

## Documentaire
En 2021 sort le documentaire Carving the Divine: Buddhist Sculptures of Japan réalisé par Yujiro Seki qui suit le Busshi Koun Seki et explore la tradition de sculpture sur bois bouddhiste vieille de 1400 ans.

## Liste de Busshi
- Tori Busshi
- Kuninaka no Muraji Kimimaro
- Jōchō
- Kōkei
- Unkei
- Kaikei
- Enkū